# Concejo deliberante

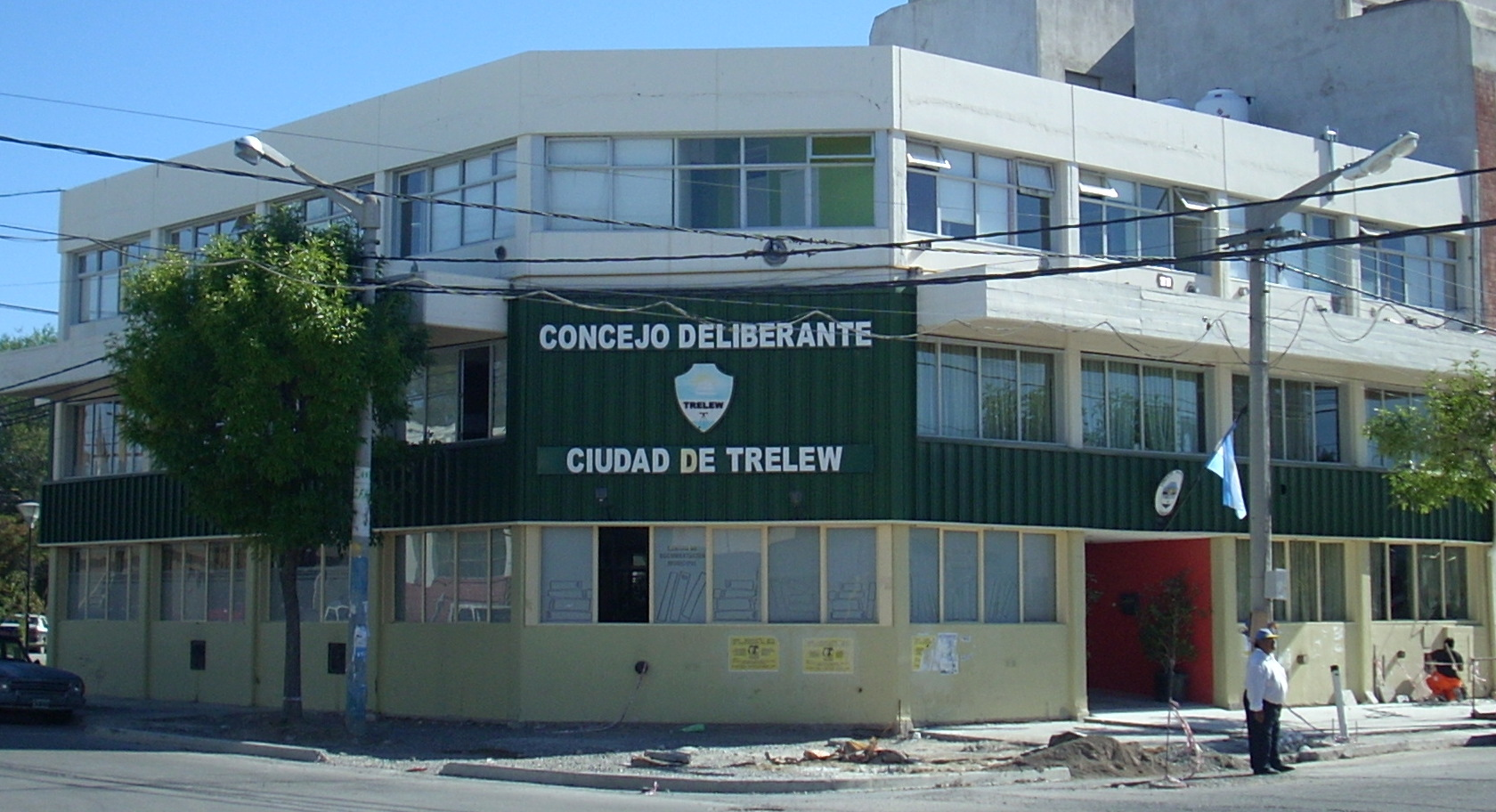
Concejo Deliberante de Trelew, provincia del Chubut.

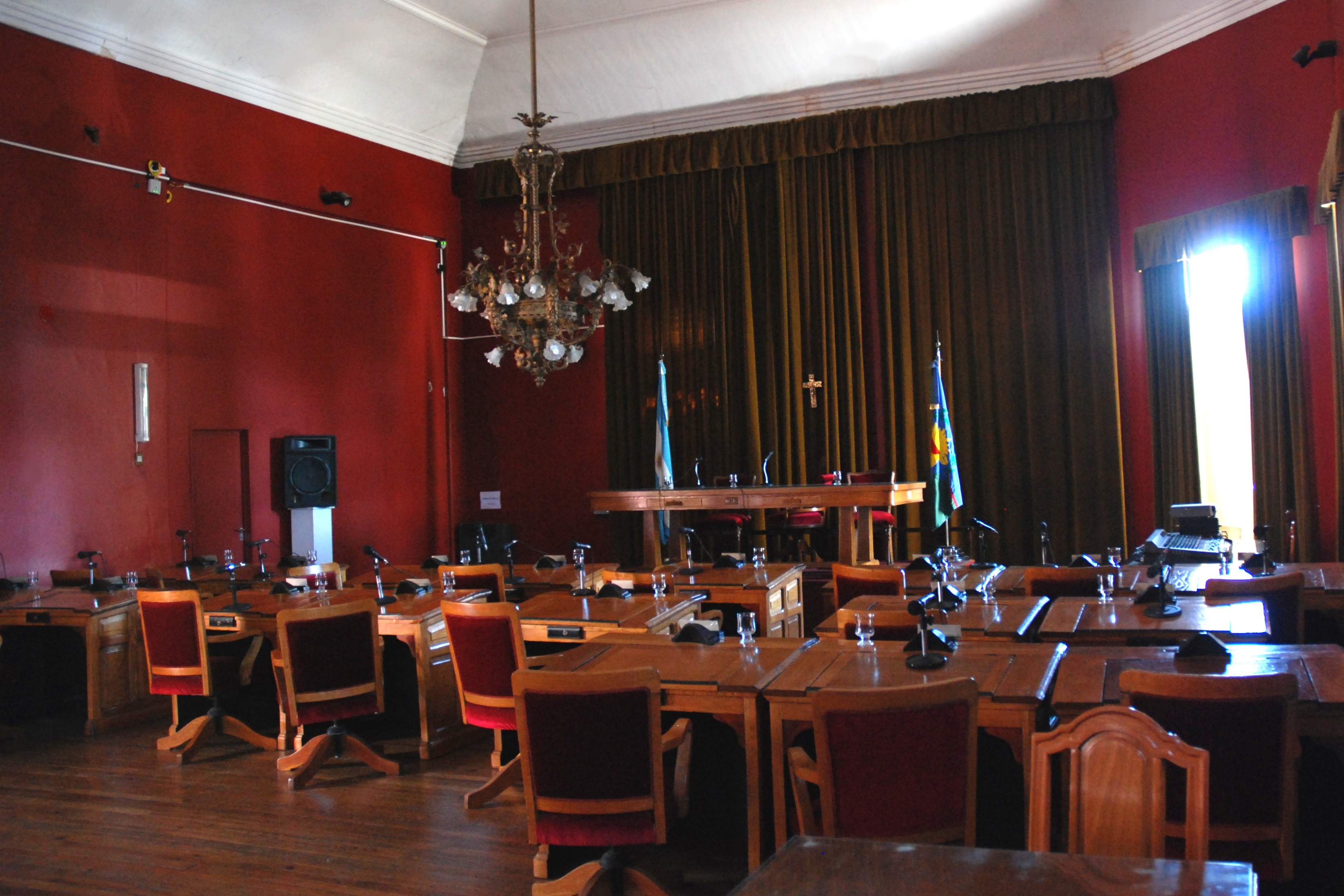
Interior del Concejo Deliberante de Junín, provincia de Buenos Aires.

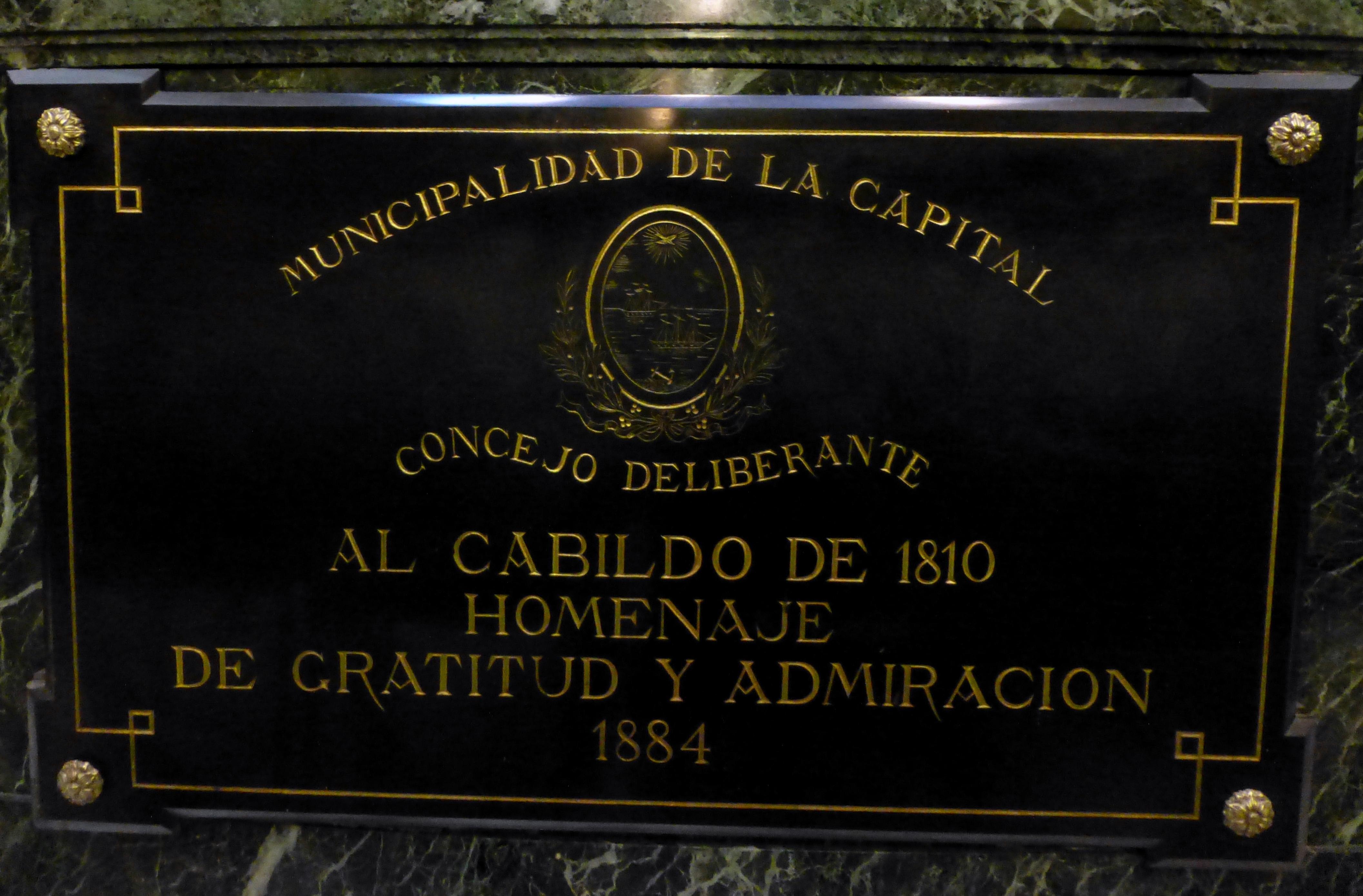
Placa del Antiguo Concejo Deliberante de la Ciudad de Buenos Aires.

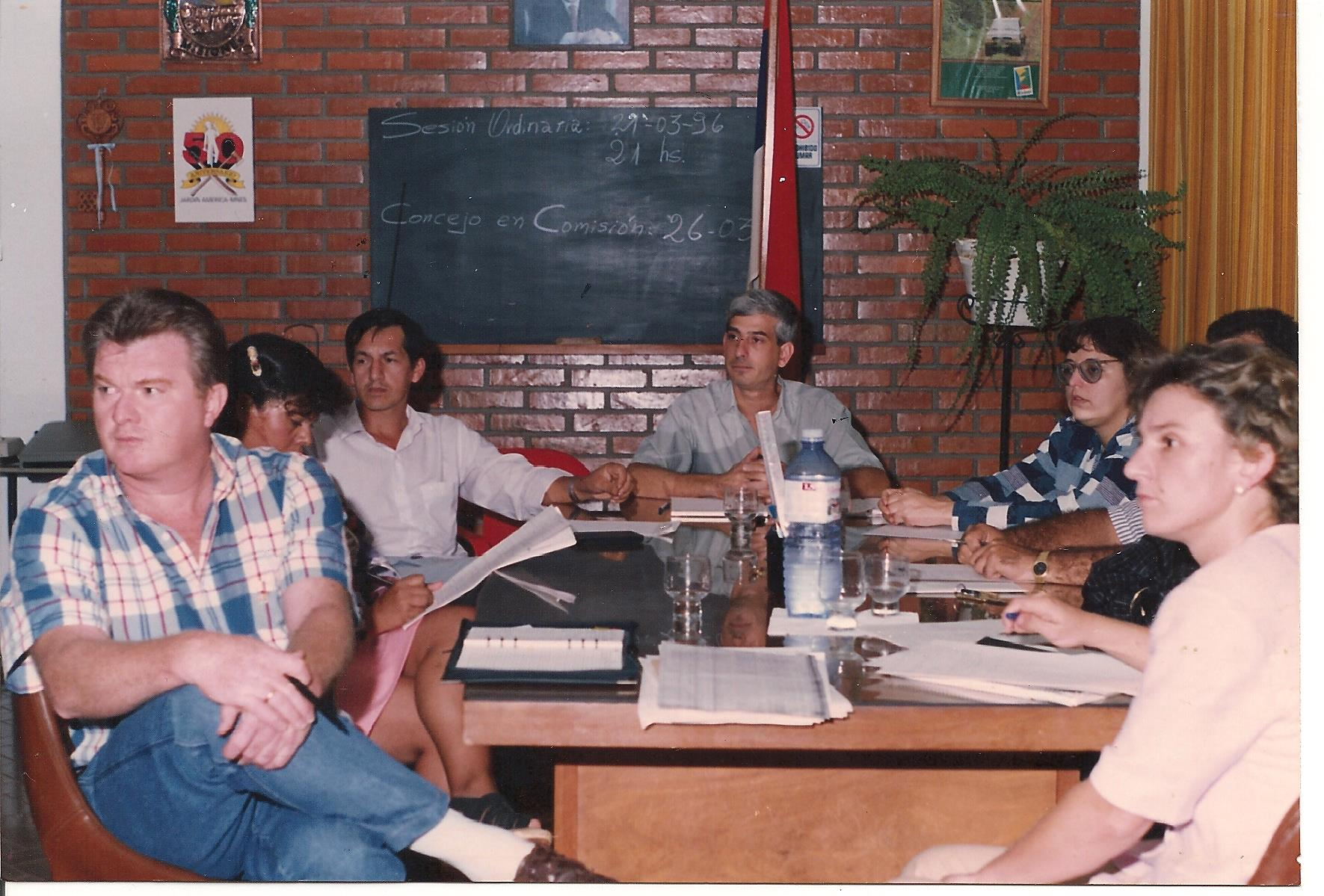
Concejo Deliberante de Jardín América, provincia de Misiones.

Se denomina concejo deliberante o en algunos casos concejo municipal al poder legislativo de los municipios de Argentina. Está integrado por un cuerpo de concejales, cuya función es la elaboración de las ordenanzas que rigen las actividades que se realizan en un municipio y que no son alcanzadas por la legislación provincial o nacional.
Los alcances, número de integrantes, condiciones de elegibilidad, etc., están reglados por las cartas orgánicas municipales, las constituciones o las leyes provinciales. En algunas constituciones provinciales se establece:
- Buenos Aires: «La administración de los intereses y servicios locales en la Capital y cada uno de los partidos que formen la Provincia, estará a cargo de una municipalidad, compuesta de un departamento ejecutivo unipersonal y un departamento deliberativo, cuyos miembros, que no podrán ser menos de seis ni más de veinticuatro, durarán cuatro años en sus funciones, renovándose cada dos años por mitad y serán elegidos en el mismo acto que se elijan los senadores y diputados, en la forma que determine la ley.» Más adelante lo llama «Concejo Deliberante».[2] Por su parte, la Ley Orgánica de las Municipalidades[3] establece en su Artículo 24 que «La sanción de las ordenanzas y disposiciones del municipio corresponde con exclusividad al Concejo Deliberante» estableciendo luego sus competencias, atribuciones y deberes.
- Córdoba: la Constitución de la Provincia de Córdoba habla de «Cuerpo Deliberante» y denomina a sus miembros "Concejales". Autoriza, por otra parte, a las ciudades a dictar sus "Cartas Orgánicas Municipales".
- La Rioja: «El departamento deliberativo será desempeñado por un cuerpo que se denominará Concejo Deliberante, será presidido por el viceintendente y estará compuesto por Concejales elegidos simultáneamente de acuerdo a la forma: Capital 16 Concejales; Chilecito 14 Concejales; Arauco, Chamical, Cnel. Felipe Varela y Rosario Vera Peñaloza 10 Concejales; Famatina, General Belgrano y General Ortiz de Campo 8 Concejales; Ángel Vicente Peñaloza, Castro Barros, Juan Facundo Quiroga, San Blas de los Sauces, Vinchina y General San Martín 6 Concejales; Independencia, General Lamadrid y Sanagasta 5 Concejales.»[4]
- Santa Fe: En 1872 la Ley Orgánica de Municipios estableció que las autoridades estarían integradas en dos concejos, el Concejo Deliberante (encargado de dictar ordenanzas) y el Concejo Ejecutor (encargado de cumplirlas). El 27 de abril de 1982 se cambió el nombre del legislativo por Concejo Municipal. Por Ley provincial 12065 de 2002 se estableció que por los primeros 200 000 habitantes de una ciudad corresponderían elegir diez concejales, a los que se agregarían uno por cada 60 000 o fracción no menor a 30 000. Los concejales se eligen por voto ciudadano con un mandato de cuatro años o pueden ser reelectos.[5]